# Othon de Weimar
Pour les articles homonymes, voir Othon Ier.
Othon Ier de Weimar (mort en 1067) comte de Weimar-Orlamünde et margrave de Misnie de 1062 à 1067

## Biographie
Othon ou Otto/Odo  est le second margrave de Misnie de la famille des comtes de Weimar-Orlamünde. Il est le fils cadet de Guillaume III de Weimar et d'Oda, fille de Thietmar, margrave de la Marche de l'Est saxonne. Il hérite Orlamünde en 1039 à la mort de son père et Weimar à celle de son frère Guillaume de Weimar en 1062. L'empereur Henri IV du Saint-Empire lui accorde également de succéder à Guillaume comme margrave de Misnie. Il devient avoué de la cathédrale de Mersebourg en 1066 et meurt en 1067.

## Union et postérité
Othon épouse en 1060 Adèle, fille de  Lambert II de Louvain, lui-même fils de Lambert Ier de Louvain qui lui donne trois filles :
- Oda († 1111), l'aînée qui épouse Egbert II de Misnie († 1090) ;
- Kunigunde († 1140) , qui épouse Iaropolk de Kiev, puis Kuno de Nordheim († 1103) , et enfin Wiprecht de Groitzsch ;
- Adélaïde de Weimar-Orlamünde († 1100), la cadette épouse successivement Adalbert II de Ballenstedt († 1080) puis les comte palatin du Rhin Hermann II († 1085) et enfin Henri II de Laach († 1095).

Après sa mort, sa veuve se remarie en 1069 avec Dedo II margrave de Lusace, le beau-père d'Othon.

## Sources
- (en) Cet article est partiellement ou en totalité issu de l’article de Wikipédia en anglais intitulé « Otto I, Margrave of Meissen » (voir la liste des auteurs), édition du 23 mai 2014.
- Anthony Stokvis, Manuel d'histoire, de généalogie et de chronologie de tous les États du globe, depuis les temps les plus reculés jusqu'à nos jours, préf. H. F. Wijnman, Israël, 1966, Margraves de Thuringe, Misnie et Lusace: « Maison de Weimar » et tableau généalogique.